# 9503 Agrawain
A 9503 Agrawain (korábbi nevén 2180 T–2) a Naprendszer kisbolygóövében található aszteroida. Cornelis Johannes van Houten, Ingrid van Houten-Groeneveld és Tom Gehrels fedezte fel 1973. szeptember 29-én.
A bolygó a nevét Agravainról, az Artúr király halála című lovagregény egyik fiktív szereplőjéről kapta.

## Kapcsolódó szócikk
- Kisbolygók listája (9501–10000)